# Born-digital
A born-digital kifejezés olyan anyagokra utal, amelyek eleve digitálisan születtek, ellentétben a digitalizálás – amelyen keresztül az analóg anyagok digitálissá válnak –  termékeivel. Leggyakrabban a digitális könyvtárakkal és az ezekhez kapcsolódó kérdésekkel, például a digitális megőrzéssel és a szellemi tulajdonnal kapcsolatban használják. Azonban, ahogy a technológia előrehaladt és elterjedt, a born-digital fogalmát a személyes fogyasztói ágazatokkal kapcsolatban is elkezdték használni az e-könyvek terjedése és a digitális zenék fejlődése miatt. Más kifejezések, amelyek szinonimaként előfordulhatnak a „digitálisan született” (natively digital), "elsődlegesen digitális" (digital-first) vagy a „kizárólagosan digitális” (digital-exclusive).

## Meghatározási problémák
Vannak bizonyos ellentmondások a digitálisan született anyagok meghatározásában. Egyesek szerint az ilyen anyagoknak kizárólag digitális formában kell létezniük; más szóval, ha fizikai, analóg formára átvihető, akkor valójában nem digitálisan született. Mások azonban úgy vélik, hogy noha ezek az anyagok gyakran nem rendelkeznek későbbi fizikai megfelelőkkel, nem kell rendelkezniük eggyel sem, hogy digitálisan születettnek minősüljenek. Például Mahesh és Mittal kétfajta digitálisan született tartalmat azonosít, kizárólagosan digitális és „nyomtatásra készült digitális”, amelyek lehetővé teszik az osztályozás szélesebb alapját, mint a korábbi definíció. 
Ezenkívül rámutattak arra, hogy egyes művek tartalmazhatnak olyan komponenseket, amelyek digitálisan születtek, illetve amelyek digitalizáltak, és ez még tovább homályosítja azt, hogy mi tekinthető és mi nem digitálisan születettnek. Például a létrehozott digitális videó felhasználhatja az átdolgozott történelmi filmfelvételeket. Fontos, hogy tisztában legyünk ezekkel az eltérésekkel, amikor a digitálisan született anyagokra és azok hatásaira gondolunk. Azonban létezik néhány általános szabály a definíciókkal kapcsolatban. Mindegyik egyértelművé teszi, hogy a digitálisan született médiának digitális környezetből kell származnia. Továbbá egyetértenek abban, hogy ezt a médiát (akár kizárólagosan, akár részben) digitális formában kell felhasználni, nem kell analóg módon használhatónak lennie vagy léteznie analóg formában.

## Trendek
A leginkább az e-könyvek területén láthatjuk, a kiadók az elektronikus formátumot „digitális étvágygerjesztőknek” tekintik a nyomtatott kiadványokhoz. Gyakran a digitális formátumokat olcsóbban kínálják a nyomtatott verziókhoz képest, vagy pedig „kizárólagosan digitális kiadványokat” készítenek az e-könyv-olvasókra, például a Kindle számára. Erre példa Stephen King Ur c. kisregényének digitális formában való kiadása, az Amazon Kindle 2 indításával egy időben.

## Példák
Az alábbiakban egy felsorolást láthatunk azon médiákról, amelyeket általánosan digitálisan született médiának tekintenek:

### Ami mindig digitálisan születettnek számított
Ezek a médiumok példák azokra, amelyek a hálózatba ágyazott világban keletkeztek, ezért a kezdetektől fogva digitálisan születettnek tekintjük őket.
- Weboldalak, fórumok, közösségek, wikik. Bármi, amit digitális környezetben hoztak létre.

### Elmozdulás a digitálisan született tartalmak felé
Ezeket a formákat a számítógépek használatától függetlenül hozták létre, osztották meg és használják, de egyre inkább digitális formátumban léteznek, ami önálló digitálisan született alkotásokat eredményez.
- E-könyvek
- Online folyóiratok
- Fotók
- Webes kiállítások, beleértve a történelmi kiállításokat. Ezek gyakran használnak elsődleges és másodlagos történelmi forrásokat, térképeket, idővonalakat, infografikákat és egyéb adatok vizualizációit, amelyek bemutatják a történelmi múltat. Néhány közülük interaktív. Az egyik példa a Clio Visualizing History – Click! A folyamatban lévő feminista forradalom webes kiállítás az amerikai női mozgalomról az 1940-es évektől napjainkig. A Clio Visualization Historyt 1996-ban alapította Lola Van Wagenen, hogy megfeleljen a multimédiás platformok, innovatív történeti projektek egyre növekvő igényeinek.
- A webképregényeket interneten terjesztik, és digitálisan születettnek tekinthetők. A webképregények követik a felhasználó által generált tartalom hagyományait, és később az alkotó is nyomtathatja őket, de mivel eredetileg az interneten történő terjesztés mellett döntöttek, digitálisan született médiának számítanak.
- Interneten keresztül terjedő tévéműsorok (ezeket kifejezetten az interneten mutatják be, nem pedig online ismétlések). Ilyen lehet például egy teljes hosszúságú internetes bemutató, például a The Guild, valamint rövidfilmek, amelyek vagy felhasználók által generált tartalmak, vagy cégek promóciós anyagai. A The Guild például sorozat formájú, csakúgy mint a televíziós műsorok.  Az egyik sorozat, amelyet az interneten keresztül terjesztettek, a Dr. Horrible's Sing Along blog, amely nagy médiafigyelmet kapott az interneten való  elérhetőség miatt. A közelmúltban a Dr. Horrible még nagyobb figyelmet kapott, mert Emmy-díjat nyert.
- Az elektronikus rekordok kifejezés olyan anyagokra utal, amelyek digitális formából származnak, és magánszemélyek által létrehozott nagy mennyiségű információ termékei. Ilyenek például az e-mailek, az írásban feldolgozott, a szövegszerkesztővel létrehozott dokumentumok és az elektronikus táblázatok. A kormányzati környezetben egyre fontosabbá váltak, mivel ebben a technológiai korszakban egyre több kommunikáció digitálisan megy végbe, és a különböző országokban hatályos törvények megkövetelik, hogy ez az információ megmaradjon. Az orvosi nyilvántartások is egyre gyakrabban elektronikusak manapság.
- Digitális hangfelvételek: a hangfelvételek digitális jellege nem új jelenség; az 1970-es évek óta létezik. Számos eszköz áll rendelkezésre a digitális hang tárolására és továbbítására, beleértve a webes streaming szolgáltatásokat, kompakt lemezeket és az MP3 audiofájlokat. Egyre több és több digitális audió érhető el kizárólag elektronikusan letölthető formában, bármilyen kézzelfogható forma nélkül. A csak letölthető dokumentumok problémát okoztak azoknak a könyvtáraknak, amelyek ezeket az anyagokat használni szeretnék, de ez szerzői jogok miatt nem lehetséges.

## A szó eredete
A „born-digital” kifejezés bizonytalan eredetű. Bár több emberben, többször felötlött ez a szó, 1993-ban a webes fejlesztő Randel (Rafi) Metz önállóan alakította ki, aki megszerezte a borndigital.com domainnevet, és 18 évig birtokolta személyes honlapként, egészen 2011-ig. A domain jelenleg (2018) egy új-zélandi webfejlesztő kezében van.

## A digitálisan született tartalmakkal kapcsolatos kérdések
A digitálisan született anyagok terjedésével számos kérdés merült fel az évek során, különös tekintettel a formátumra és a mennyiségre. Mindezek a problémák általában minden digitális tartalmat érintenek, de a digitálisan született tartalmakat még inkább, mivel ezek gyakran csak digitálisan léteznek, és ebben a nagyon instabil környezetben jönnek létre.

## Fordítás
Ez a szócikk részben vagy egészben  a   Born-digital című angol Wikipédia-szócikk ezen változatának fordításán alapul.  Az eredeti cikk szerkesztőit annak laptörténete sorolja fel. Ez a jelzés csupán a megfogalmazás eredetét és a szerzői jogokat jelzi, nem szolgál a cikkben szereplő információk forrásmegjelöléseként.